# Dakinomyia secuta
Dakinomyia secuta är en tvåvingeart som beskrevs av Daniels 1979. Dakinomyia secuta ingår i släktet Dakinomyia och familjen rovflugor. Inga underarter finns listade i Catalogue of Life.